# 지미 패트로니스
지미 테오 패트로니스 주니어(Jimmy Theo Patronis Jr., 1972년 4월 13일 ~ )는 미국의 정치인이다.

## 학력
- 걸프 코스트 주립 대학 전문학사
- 플로리다 주립 대학교 이학사

## 경력
- 2006.11 ~ 2014.11 제82·83·84·85대 플로리다 제6선거구 하원의원
- 2015.01 ~ 2017.06 플로리다 공공위원회 위원
- 2017.06 ~ 2025.03 제4대 플로리다 최고 재무 책임자·보험 감독관·소방국장
- 2025.04 ~ 제119대 미국 플로리다 제1선거구 하원의원

## 역대 선거 결과
| 선거명        | 직책명                                         | 대수  | 정당   | 득표율   | 득표수      | 결과 | 당락                             |
| ------------- | ---------------------------------------------- | ----- | ------ | -------- | ----------- | ---- | -------------------------------- |
| 2006년 선거   | 하원의원 (플로리다 제6선거구)                  | 82대  | 공화당 | 67.13%   | 28,675표    | 1위  | 플로리다 주의원 당선             |
| 2008년 선거   | 하원의원 (플로리다 제6선거구)                  | 83대  | 공화당 | 단독후보 | 무투표      | 1위  | 플로리다 주의원 당선             |
| 2010년 선거   | 하원의원 (플로리다 제6선거구)                  | 84대  | 공화당 | 78.13%   | 36,979표    | 1위  | 플로리다 주의원 당선             |
| 2012년 선거   | 하원의원 (플로리다 제6선거구)                  | 85대  | 공화당 | 단독후보 | 무투표      | 1위  | 플로리다 주의원 당선             |
| 2018년 선거   | 플로리다 최고 재무 책임자·보험 감독관·소방국장 | 4대   | 공화당 | 51.74%   | 4,152,221표 | 1위  | 플로리다주 최고 재무 책임자 당선 |
| 2022년 선거   | 플로리다 최고 재무 책임자·보험 감독관·소방국장 | 4대   | 공화당 | 59.48%   | 4,528,811표 | 1위  | 플로리다주 최고 재무 책임자 당선 |
| 2025년 재선거 | 하원의원 (플로리다 제1선거구)                  | 119대 | 공화당 | 56.86%   | 97,370표    | 1위  | 플로리다주 하원의원 당선         |